# 4 Heures de Barcelone 2022
Navigation
Édition précédente Édition suivante
Les 4 Heures de Barcelone 2022, disputées le 28 août 2022 sur le Circuit de Barcelone, sont la vingt-cinquième édition de cette course, la troisième sur un format de quatre heures, et la quatrième manche de l'European Le Mans Series 2022.

## Engagés

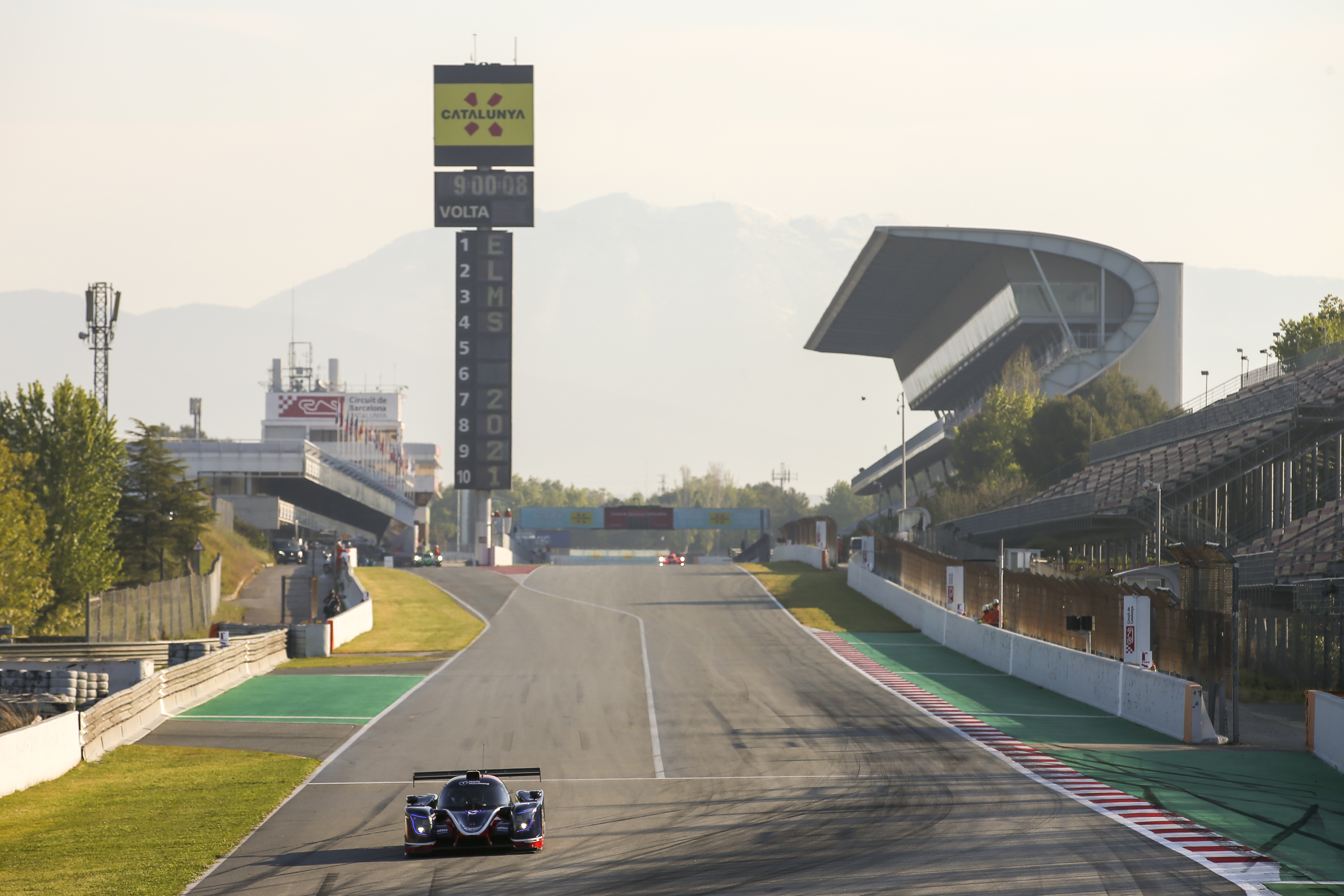
Ligne droite des stands du Circuit de Barcelone lors des 4 Heures de Barcelone 2021

La liste officielle des engagés était composée de 41 voitures, 16 en LMP2 dont 6 Pro/Am, 13 en LMP3 et 12 en LM GTE,.
Dans la catégorie LMP2, l'Oreca 07 de l'écurie française Graff Racing, après avoir participé à la première moitié du championnat, n'a pas participé à l'épreuve barcelonaise. Le pilote danois Anders Fjordbach avait remplacé le pilote français Reshad de Gerus aux mains de l'Oreca 07 n°30 de l'écurie française Duqueine Team. Le pilote guatémaltèque Ian Rodríguez (en) avait remplacé le pilote malaisien Jazeman Jaafar aux mains de l'Oreca 07 n°51 de l'écurie polonaise Team Virage.
Dans la catégorie LMP3, le pilote britannique Freddie Hunt avait remplacé le pilote français Adrien Chila aux mains de la Ligier JS P320 n°10 de l'écurie luxembourgeoise Eurointernational. Toujours dans la même écurie, mais pour la Ligier JS P320 n°11, le pilote français Louis Rousset avait complété l'équipage. Le pilote belge Tom Van Rompuy  avait remplacé le pilote britannique James Winslow aux mains de la Duqueine M30 - D08  n°4 de l'écurie luxembourgeoise DKR Engineering.
Dans la catégorie LMGTE, le pilote espagnol Miguel Molina avait remplacé le pilote néozélandais Matthew Payne aux mains de la Ferrari 488 GTE Evo n°66 de l'écurie allemande JMW Motorsport à la suite de l'accident de Matthew Payne lors des derniers 24 Heures de Spa. Au sein de l'écurie Iron Dames, c'est la jeune pilote française Doriane Pin qui avait remplacée la pilote suisse Rahel Frey. A noter que cette écurie est sur une bonne dynamique après avoir remporté une victoire de catégorie lors des derniers 24 Heures de Spa. L'écurie allemande Rinaldi Racing avait quant à elle remplacé le pilote italien Gabriele Lancieri (en) par le pilote italien Diego Alessi aux mains de la Ferrari 488 GTE Evo n°34.

## Qualifications
| Pos. | Classe | N° | Écurie                    | Pilote                 | Temps          | Écart      |
| 1    | LMP2   | 65 | Panis Racing              | Nicolas Jamin          | 1 min 34 s 802 | —          |
| 2    | LMP2   | 37 | Cool Racing               | Yifei Ye               | 1 min 34 s 899 | + 0 s 097  |
| 3    | LMP2   | 34 | Racing Team Turkey        | Jack Aitken            | 1 min 34 s 947 | + 0 s 145  |
| 4    | LMP2   | 28 | IDEC Sport                | Paul-Loup Chatin       | 1 min 34 s 976 | + 0 s 174  |
| 5    | LMP2   | 88 | AF Corse                  | Alessio Rovera         | 1 min 34 s 995 | + 0 s 193  |
| 6    | LMP2   | 31 | TDS Racing x Vaillante    | Mathias Beche          | 1 min 35 s 183 | + 0 s 381  |
| 7    | LMP2   | 9  | Prema Racing              | Ferdinand Habsburg     | 1 min 35 s 207 | + 0 s 405  |
| 8    | LMP2   | 43 | Inter Europol Competition | Pietro Fittipaldi      | 1 min 35 s 288 | + 0 s 486  |
| 9    | LMP2   | 22 | United Autosports         | Tom Gamble             | 1 min 35 s 400 | + 0 s 598  |
| 10   | LMP2   | 19 | Algarve Pro Racing        | Bent Viscaal           | 1 min 35 s 620 | + 0 s 818  |
| 11   | LMP2   | 24 | Nielsen Racing            | Ben Hanley             | 1 min 35 s 640 | + 0 s 838  |
| 12   | LMP2   | 47 | Algarve Pro Racing        | Alex Peroni            | 1 min 35 s 719 | + 0 s 917  |
| 13   | LMP2   | 21 | Mühlner Motorsport        | Thomas Laurent         | 1 min 35s 744  | + 0 s 942  |
| 14   | LMP2   | 35 | BHK Motorsport            | Markus Pommer          | 1 min 36s 226  | + 1 s 424  |
| 15   | LMP2   | 51 | Team Virage               | Gabriel Aubry          | 1 min 36 s 342 | + 1 s 540  |
| 16   | LMP2   | 30 | Duqueine Team             | Richard Bradley        | 1 min 36 s 923 | + 2 s 121  |
| 17   | LMP3   | 17 | Cool Racing               | Malthe Jakobsen        | 1 min 40 s 112 | + 5 s 310  |
| 18   | LMP3   | 13 | Inter Europol Competition | Nico Pino              | 1 min 40 s 778 | + 5 s 976  |
| 19   | LMP3   | 2  | United Autosports         | Bailey Voisin          | 1 min 41 s 005 | + 6 s 203  |
| 20   | LMP3   | 27 | Cool Racing               | Antoine Doquin         | 1 min 41 s 227 | + 6 s 425  |
| 21   | LMP3   | 4  | DKR Engineering           | Sebastián Álvarez (en) | 1 min 41 s 347 | + 6 s 545  |
| 22   | LMP3   | 3  | United Autosports         | Kay van Berlo          | 1 min 41 s 409 | + 6 s 607  |
| 23   | LMP3   | 6  | 360 Racing                | Ross Kaiser            | 1 min 41 s 421 | + 6 s 619  |
| 24   | LMP3   | 5  | RLR Msport                | Valentino Catalano     | 1 min 41 s 613 | + 6 s 811  |
| 25   | LMP3   | 14 | Inter Europol Competition | Noam Abramczyk         | 1 min 41 s 689 | + 6 s 887  |
| 26   | LMP3   | 11 | EuroInternational         | Max Koebolt            | 1 min 41 s 745 | + 6 s 943  |
| 27   | LMP3   | 10 | EuroInternational         | Xavier Lloveras        | 1 min 41 s 865 | + 7 s 063  |
| 28   | LMP3   | 5  | RLR Msport                | Alex Kapadia           | 1 min 41 s 892 | + 7 s 090  |
| 29   | LMGTE  | 69 | Oman Racing avec TF Sport | Ahmad Al Harthy        | 1 min 45 s 692 | + 10 s 890 |
| 30   | LMGTE  | 83 | Iron Lynx                 | Sarah Bovy             | 1 min 46 s 038 | + 11 s 236 |
| 31   | LMGTE  | 77 | Proton Competition        | Christian Ried         | 1 min 46 s 103 | + 11 s 301 |
| 32   | LMGTE  | 32 | Rinaldi Racing            | Diego Alessi           | 1 min 46 s 459 | + 11 s 657 |
| 33   | LMGTE  | 57 | Car Guy Racing            | Takeshi Kimura         | 1 min 46 s 561 | + 11 s 759 |
| 34   | LMGTE  | 93 | Proton Competition        | Michael Fassbender     | 1 min 46 s 686 | + 11 s 884 |
| 35   | LMGTE  | 18 | Absolute Racing           | Andrew Haryanto        | 1 min 46 s 695 | + 11 s 893 |
| 36   | LMGTE  | 66 | JMW Motorsport            | Giacomo Petrobelli     | 1 min 46 s 734 | + 11 s 932 |
| 37   | LMGTE  | 55 | Spirit of Race            | Duncan Cameron         | 1 min 46 s 761 | + 11 s 959 |
| 38   | LMGTE  | 60 | Iron Lynx                 | Claudio Schiavoni      | 1 min 47 s 433 | + 12 s 631 |
| 39   | LMGTE  | 95 | Oman Racing avec TF Sport | John Hartshorne        | 1 min 48 s 531 | + 13 s 729 |

## Course

### Classement de la course
Voici le classement provisoire au terme de la course.
- Les vainqueurs de chaque catégorie sont signalés par un fond jauni.
- Pour la colonne Pneus, il faut passer le curseur au-dessus du modèle pour connaître le manufacturier de pneumatiques.

| Pos  | Classe | no | Écurie                    | Pilotes                                                    | Châssis                        | Pneus | Tours | Temps               |
| Pos  | Classe | no | Écurie                    | Pilotes                                                    | Moteur                         | Pneus | Tours | Temps               |
| ---- | ------ | -- | ------------------------- | ---------------------------------------------------------- | ------------------------------ | ----- | ----- | ------------------- |
| 1    | LMP2   | 9  | Prema Racing              | Lorenzo Colombo Louis Delétraz Ferdinand Habsburg          | Oreca 07                       | G     | 132   | 4 h 00 min 43 s 527 |
| 1    | LMP2   | 9  | Prema Racing              | Lorenzo Colombo Louis Delétraz Ferdinand Habsburg          | Gibson GK428 4,2 l V8 Atmo     | G     | 132   | 4 h 00 min 43 s 527 |
| 2    | LMP2   | 65 | Panis Racing              | Julien Canal Nicolas Jamin Job van Uitert                  | Oreca 07                       | G     | 132   | + 22 s 926          |
| 2    | LMP2   | 65 | Panis Racing              | Julien Canal Nicolas Jamin Job van Uitert                  | Gibson GK428 4,2 l V8 Atmo     | G     | 132   | + 22 s 926          |
| 3    | LMP2   | 37 | Cool Racing               | Niklas Krütten Nicolas Lapierre Yifei Ye                   | Oreca 07                       | G     | 132   | + 1 min 17 s 973    |
| 3    | LMP2   | 37 | Cool Racing               | Niklas Krütten Nicolas Lapierre Yifei Ye                   | Gibson GK428 4,2 l V8 Atmo     | G     | 132   | + 1 min 17 s 973    |
| 4    | LMP2   | 22 | United Autosports         | Tom Gamble Philip Hanson Duncan Tappy                      | Oreca 07                       | G     | 131   | + 1 tour            |
| 4    | LMP2   | 22 | United Autosports         | Tom Gamble Philip Hanson Duncan Tappy                      | Gibson GK428 4,2 l V8 Atmo     | G     | 131   | + 1 tour            |
| 5    | LMP2   | 88 | AF Corse                  | Nicklas Nielsen François Perrodo Alessio Rovera            | Oreca 07                       | G     | 131   | + 1 tour            |
| 5    | LMP2   | 88 | AF Corse                  | Nicklas Nielsen François Perrodo Alessio Rovera            | Gibson GK428 4,2 l V8 Atmo     | G     | 131   | + 1 tour            |
| 6    | LMP2   | 30 | Duqueine Team             | Richard Bradley Anders Fjordbach Memo Rojas                | Oreca 07                       | G     | 131   | + 1 tour            |
| 6    | LMP2   | 30 | Duqueine Team             | Richard Bradley Anders Fjordbach Memo Rojas                | Gibson GK428 4,2 l V8 Atmo     | G     | 131   | + 1 tour            |
| 7    | LMP2   | 24 | Nielsen Racing            | Matthew Bell Ben Hanley Rodrigo Sales                      | Oreca 07                       | G     | 131   | + 1 tour            |
| 7    | LMP2   | 24 | Nielsen Racing            | Matthew Bell Ben Hanley Rodrigo Sales                      | Gibson GK428 4,2 l V8 Atmo     | G     | 131   | + 1 tour            |
| 8    | LMP2   | 47 | Algarve Pro Racing        | James Allen John Falb Alex Peroni                          | Oreca 07                       | G     | 131   | + 1 tour            |
| 8    | LMP2   | 47 | Algarve Pro Racing        | James Allen John Falb Alex Peroni                          | Gibson GK428 4,2 l V8 Atmo     | G     | 131   | + 1 tour            |
| 9    | LMP2   | 21 | Mühlner Motorsport        | Matthias Kaiser Thomas Laurent Ugo de Wilde                | Oreca 07                       | G     | 131   | + 1 tour            |
| 9    | LMP2   | 21 | Mühlner Motorsport        | Matthias Kaiser Thomas Laurent Ugo de Wilde                | Gibson GK428 4,2 l V8 Atmo     | G     | 131   | + 1 tour            |
| 10   | LMP2   | 34 | Racing Team Turkey        | Jack Aitken Charlie Eastwood Salih Yoluç                   | Oreca 07                       | G     | 130   | + 2 tours           |
| 10   | LMP2   | 34 | Racing Team Turkey        | Jack Aitken Charlie Eastwood Salih Yoluç                   | Gibson GK428 4,2 l V8 Atmo     | G     | 130   | + 2 tours           |
| 11   | LMP2   | 31 | TDS Racing x Vaillante    | Mathias Beche Philippe Cimadomo Tijmen van der Helm        | Oreca 07                       | G     | 130   | + 2 tours           |
| 11   | LMP2   | 31 | TDS Racing x Vaillante    | Mathias Beche Philippe Cimadomo Tijmen van der Helm        | Gibson GK428 4,2 l V8 Atmo     | G     | 130   | + 2 tours           |
| 12   | LMP2   | 19 | Algarve Pro Racing        | Sophia Flörsch Bent Viscaal                                | Oreca 07                       | G     | 130   | + 2 tours           |
| 12   | LMP2   | 19 | Algarve Pro Racing        | Sophia Flörsch Bent Viscaal                                | Gibson GK428 4,2 l V8 Atmo     | G     | 130   | + 2 tours           |
| 13   | LMP2   | 28 | IDEC Sport                | Paul-Loup Chatin Paul Lafargue Patrick Pilet               | Oreca 07                       | G     | 130   | + 2 tours           |
| 13   | LMP2   | 28 | IDEC Sport                | Paul-Loup Chatin Paul Lafargue Patrick Pilet               | Gibson GK428 4,2 l V8 Atmo     | G     | 130   | + 2 tours           |
| 14   | LMP2   | 51 | Team Virage               | Gabriel Aubry Rob Hodes Ian Rodríguez (en)                 | Oreca 07                       | G     | 129   | + 3 tours           |
| 14   | LMP2   | 51 | Team Virage               | Gabriel Aubry Rob Hodes Ian Rodríguez (en)                 | Gibson GK428 4,2 l V8 Atmo     | G     | 129   | + 3 tours           |
| 15   | LMP2   | 35 | BHK Motorsport            | Francesco Dracone Sergio Campana Markus Pommer             | Oreca 07                       | G     | 128   | + 4 tours           |
| 15   | LMP2   | 35 | BHK Motorsport            | Francesco Dracone Sergio Campana Markus Pommer             | Gibson GK428 4,2 l V8 Atmo     | G     | 128   | + 4 tours           |
| 16   | LMP2   | 43 | Inter Europol Competition | Pietro Fittipaldi David Heinemeier Hansson Fabio Scherer   | Oreca 07                       | G     | 126   | + 6 tours           |
| 16   | LMP2   | 43 | Inter Europol Competition | Pietro Fittipaldi David Heinemeier Hansson Fabio Scherer   | Gibson GK428 4,2 l V8 Atmo     | G     | 126   | + 6 tours           |
| 17   | LMP3   | 13 | Inter Europol Competition | Charles Crews Nico Pino Guilherme Oliveira                 | Ligier JS P320                 | M     | 125   | + 7 tours           |
| 17   | LMP3   | 13 | Inter Europol Competition | Charles Crews Nico Pino Guilherme Oliveira                 | Nissan VK56 5,6 l V8 Atmo      | M     | 125   | + 7 tours           |
| 18   | LMP3   | 4  | DKR Engineering           | Sebastián Álvarez (en) Alexander Bukhantsov Tom Van Rompuy | Duqueine M30 - D08             | M     | 125   | + 7 tours           |
| 18   | LMP3   | 4  | DKR Engineering           | Sebastián Álvarez (en) Alexander Bukhantsov Tom Van Rompuy | Nissan VK56 5,6 l V8 Atmo      | M     | 125   | + 7 tours           |
| 19   | LMP3   | 17 | Cool Racing               | Mike Benham Malthe Jakobsen Maurice Smith                  | Ligier JS P320                 | M     | 124   | + 8 tours           |
| 19   | LMP3   | 17 | Cool Racing               | Mike Benham Malthe Jakobsen Maurice Smith                  | Nissan VK56 5,6 l V8 Atmo      | M     | 124   | + 8 tours           |
| 20   | LMP3   | 6  | 360 Racing                | Ross Kaiser Mark Richards Terrence Woodward                | Ligier JS P320                 | M     | 124   | + 8 tours           |
| 20   | LMP3   | 6  | 360 Racing                | Ross Kaiser Mark Richards Terrence Woodward                | Nissan VK56 5,6 l V8 Atmo      | M     | 124   | + 8 tours           |
| 21   | LMP3   | 10 | Eurointernational         | Xavier Lloveras Glenn van Berlo (en) Freddie Hunt          | Ligier JS P320                 | M     | 124   | + 8 tours           |
| 21   | LMP3   | 10 | Eurointernational         | Xavier Lloveras Glenn van Berlo (en) Freddie Hunt          | Nissan VK56 5,6 l V8 Atmo      | M     | 124   | + 8 tours           |
| 22   | LMP3   | 5  | RLR Msport                | Nick Adcock Michael Jensen Alex Kapadia                    | Ligier JS P320                 | M     | 123   | + 9 tours           |
| 22   | LMP3   | 5  | RLR Msport                | Nick Adcock Michael Jensen Alex Kapadia                    | Nissan VK56 5,6 l V8 Atmo      | M     | 123   | + 9 tours           |
| 23   | LMP3   | 11 | Eurointernational         | Max Koebolt Louis Rousset Jérôme de Sadeleer (en)          | Ligier JS P320                 | M     | 123   | + 9 tours           |
| 23   | LMP3   | 11 | Eurointernational         | Max Koebolt Louis Rousset Jérôme de Sadeleer (en)          | Nissan VK56 5,6 l V8 Atmo      | M     | 123   | + 9 tours           |
| 24   | LMP3   | 15 | RLR Msport                | Valentino Catalano Horst Felbermayr, Jr. Austin McCusker   | Ligier JS P320                 | M     | 123   | + 9 tours           |
| 24   | LMP3   | 15 | RLR Msport                | Valentino Catalano Horst Felbermayr, Jr. Austin McCusker   | Nissan VK56 5,6 l V8 Atmo      | M     | 123   | + 9 tours           |
| 25   | LMGTE  | 77 | Proton Competition        | Gianmaria Bruni Lorenzo Ferrari Christian Ried             | Porsche 911 RSR-19             | G     | 122   | + 10 tours          |
| 25   | LMGTE  | 77 | Proton Competition        | Gianmaria Bruni Lorenzo Ferrari Christian Ried             | Porsche 4,2 l Flat-6 Atmo      | G     | 122   | + 10 tours          |
| 26   | LMGTE  | 55 | Spirit of Race            | Duncan Cameron Matthew Griffin David Perel                 | Ferrari 488 GTE Evo            | G     | 122   | + 10 tours          |
| 26   | LMGTE  | 55 | Spirit of Race            | Duncan Cameron Matthew Griffin David Perel                 | Ferrari F154CB 3,9 l V8 Turbo  | G     | 122   | + 10 tours          |
| 27   | LMGTE  | 66 | JMW Motorsport            | Giacomo Petrobelli Sean Hudspeth Miguel Molina             | Ferrari 488 GTE Evo            | G     | 122   | + 10 tours          |
| 27   | LMGTE  | 66 | JMW Motorsport            | Giacomo Petrobelli Sean Hudspeth Miguel Molina             | Ferrari F154CB 3,9 l V8 Turbo  | G     | 122   | + 10 tours          |
| 28   | LMGTE  | 57 | Car Guy Racing            | Mikkel Jensen Takeshi Kimura Frederik Schandorff           | Ferrari 488 GTE Evo            | G     | 122   | + 10 tours          |
| 28   | LMGTE  | 57 | Car Guy Racing            | Mikkel Jensen Takeshi Kimura Frederik Schandorff           | Ferrari F154CB 3,9 l V8 Turbo  | G     | 122   | + 10 tours          |
| 29   | LMGTE  | 18 | Absolute Racing           | Andrew Haryanto Alessio Picariello Martin Rump             | Porsche 911 RSR-19             | G     | 122   | + 10 tours          |
| 29   | LMGTE  | 18 | Absolute Racing           | Andrew Haryanto Alessio Picariello Martin Rump             | Porsche 4,2 l Flat-6 Atmo      | G     | 122   | + 10 tours          |
| 30   | LMGTE  | 60 | Iron Lynx                 | Matteo Cressoni Davide Rigon Claudio Schiavoni             | Ferrari 488 GTE Evo            | G     | 122   | + 10 tours          |
| 30   | LMGTE  | 60 | Iron Lynx                 | Matteo Cressoni Davide Rigon Claudio Schiavoni             | Ferrari F154CB 3,9 l V8 Turbo  | G     | 122   | + 10 tours          |
| 31   | LMGTE  | 95 | Oman Racing avec TF Sport | Jonny Adam John Hartshorne Henrique Chaves                 | Aston Martin Vantage AMR       | G     | 122   | + 10 tours          |
| 31   | LMGTE  | 95 | Oman Racing avec TF Sport | Jonny Adam John Hartshorne Henrique Chaves                 | Aston Martin 4,0 l V8 Bi-Turbo | G     | 122   | + 10 tours          |
| 32   | LMGTE  | 93 | Proton Competition        | Michael Fassbender Richard Lietz Zacharie Robichon         | Porsche 911 RSR-19             | G     | 122   | + 10 tours          |
| 32   | LMGTE  | 93 | Proton Competition        | Michael Fassbender Richard Lietz Zacharie Robichon         | Porsche 4,2 l Flat-6 Atmo      | G     | 122   | + 10 tours          |
| 33   | LMGTE  | 32 | Rinaldi Racing            | Pierre Ehret Nicolas Varrone Diego Alessi                  | Ferrari 488 GTE Evo            | G     | 121   | + 11 tours          |
| 33   | LMGTE  | 32 | Rinaldi Racing            | Pierre Ehret Nicolas Varrone Diego Alessi                  | Ferrari F154CB 3,9 l V8 Turbo  | G     | 121   | + 11 tours          |
| 34   | LMP3   | 2  | United Autosports         | Josh Caygill Bailey Voisin Finn Gehrsitz                   | Ligier JS P320                 | M     | 121   | + 11 tours          |
| 34   | LMP3   | 2  | United Autosports         | Josh Caygill Bailey Voisin Finn Gehrsitz                   | Nissan VK56 5,6 l V8 Atmo      | M     | 121   | + 11 tours          |
| 35   | LMP3   | 14 | Inter Europol Competition | Noam Abramczyk James Dayson Mateusz Kaprzyk                | Ligier JS P320                 | M     | 120   | + 12 tours          |
| 35   | LMP3   | 14 | Inter Europol Competition | Noam Abramczyk James Dayson Mateusz Kaprzyk                | Nissan VK56 5,6 l V8 Atmo      | M     | 120   | + 12 tours          |
| 36   | LMGTE  | 69 | Oman Racing avec TF Sport | Ahmad Al Harthy Sam De Haan Marco Sørensen                 | Aston Martin Vantage AMR       | G     | 119   | + 13 tours          |
| 36   | LMGTE  | 69 | Oman Racing avec TF Sport | Ahmad Al Harthy Sam De Haan Marco Sørensen                 | Aston Martin 4,0 l V8 Bi-Turbo | G     | 119   | + 13 tours          |
| N.c. | LMP3   | 3  | United Autosports         | Jim McGuire Andrew Bentley Kay Van Berlo                   | Ligier JS P320                 | M     |       | Contact             |
| N.c. | LMP3   | 3  | United Autosports         | Jim McGuire Andrew Bentley Kay Van Berlo                   | Nissan VK56 5,6 l V8 Atmo      | M     |       | Contact             |
| N.c. | LMGTE  | 83 | Iron Lynx                 | Sarah Bovy Michelle Gatting Doriane Pin                    | Ferrari 488 GTE Evo            | G     |       | Contact             |
| N.c. | LMGTE  | 83 | Iron Lynx                 | Sarah Bovy Michelle Gatting Doriane Pin                    | Ferrari F154CB 3,9 l V8 Turbo  | G     |       | Contact             |
| N.c. | LMP3   | 27 | Cool Racing               | Antoine Doquin Jean-Ludovic Foubert Nicolas Maulini        | Ligier JS P320                 | M     |       | Contact             |
| N.c. | LMP3   | 27 | Cool Racing               | Antoine Doquin Jean-Ludovic Foubert Nicolas Maulini        | Nissan VK56 5,6 l V8 Atmo      | M     |       | Contact             |

## Pole position et record du tour
- Pole position :  Nicolas Jamin sur n°65 Panis Racing en 1 min 34 s 802.
- Meilleur tour en course :  Patrick Pilet sur n°28  IDEC Sport en 1 min 37 s 536 au 4e tour.

## Tours en tête
- no 65 Oreca 07 - Panis Racing : 18 tours (1-18)[5]
- no 9 Oreca 07 - Prema Racing : 114 tours (19-132)

## À noter
- Longueur du circuit : 4,675 km
- Distance parcourue par les vainqueurs : 617,1 km